# Neuseeländische Cricket-Nationalmannschaft in Indien in der Saison 2016/17
Die Tour der neuseeländischen Cricket-Nationalmannschaft nach Indien in der Saison 2016/17 fand vom 22. September bis zum 29. Oktober 2016 statt. Die internationale Cricket-Tour war Bestandteil der Internationalen Cricket-Saison 2016/17 und umfasste drei Tests und fünf ODIs. Indien gewann die Test-Serie 3–0 und die ODI-Serie 3–2.

## Vorgeschichte
Für beide Mannschaften ist es die erste Tour der Saison. Das letzte Aufeinandertreffen der beiden Mannschaften bei einer Tour fand in der Saison 2013/14 in Neuseeland statt.
Ursprünglich war angedacht worden einen Test als Tag-Nacht-Test durchzuführen, dieses wurde jedoch nicht weiter verfolgt.

## Stadien
Die folgenden Stadien wurden für die Tour als Austragungsort vorgesehen und am 9. Juni 2016 bekanntgegeben.
| Stadion                                      | Stadt         | Kapazität | Spiele  |
| -------------------------------------------- | ------------- | --------- | ------- |
| Feroz Shah Kotla                             | Delhi         | 48.000    | 2. ODI  |
| Himachal Pradesh Cricket Association Stadium | Dharamsala    | 23.000    | 1. ODI  |
| Holkar Stadium                               | Indore        | 30.000    | 3. Test |
| Eden Gardens                                 | Kolkata       | 82.000    | 2. Test |
| Green Park Stadium                           | Kanpur        | 33.000    | 1. Test |
| Punjab Cricket Association Stadium           | Mohali        | 35.000    | 3. ODI  |
| JSCA International Stadium Complex           | Ranchi        | 39.133    | 4. ODI  |
| ACA-VDCA Cricket Stadium                     | Visakhapatnam | 30.000    | 5. ODI  |

## Kaderlisten
Neuseeland benannte seinen Test-Kader am 6. September und seinen ODI-Kader am 19. September 2016. Indien benannte seinen Test-Kader am 12. September und seinen ODI-Kader am 6. Oktober 2016.
| Test | Test | ODI | ODI |
| Indien | Neuseeland | Indien | Neuseeland |
| --- | --- | --- | --- |
| - Virat Kohli (K) - Ajinkya Rahane (VK) - Ravichandran Ashwin - Shikhar Dhawan - Gautam Gambhir - Ravindra Jadeja - Bhuvneshwar Kumar - Amit Mishra - Karun Nair - Cheteshwar Pujara - KL Rahul - Wriddhiman Saha (wk) - Mohammed Shami - Ishant Sharma - Rohit Sharma - Shardul Thakur - Murali Vijay - Jayant Yadav - Umesh Yadav | - Kane Williamson (K) - Ross Taylor (VK) - Trent Boult - Doug Bracewell - Mark Craig - Martin Guptill - Matt Henry - Tom Latham - James Neesham - Henry Nicholls - Jeetan Patel - Luke Ronchi (wk) - Mitchell Santner - Ish Sodhi - Tim Southee - Neil Wagner - BJ Watling (wk) | - MS Dhoni (K & wk) - Virat Kohli (VK) - Jasprit Bumrah - Kedar Jadhav - Dhawal Kulkarni - Amit Mishra - Manish Pandey - Hardik Pandya - Axar Patel - Ajinkya Rahane - Suresh Raina - Rohit Sharma - Mandeep Singh - Jayant Yadav - Umesh Yadav | - Kane Williamson (K) - Corey Anderson - Trent Boult - Doug Bracewell - Anton Devcich - Martin Guptill - Matt Henry - Tom Latham - James Neesham - Luke Ronchi (wk) - Mitchell Santner - Ish Sodhi - Tim Southee - Ross Taylor - BJ Watling (wk) |

## Tour Match
| 16. – 18. September Scorecard | Delhi | New Zealanders 324-7d (75) & 235 (66.4) | – | Mumbai 464-8d (114) |
|                               |       | Remis                                   |   |                     |

## Tests

### Erster Test in Kanpur
| 22. – 26. September Scorecard | Kanpur | Indien 318 (97) & 377-5d (107.2) | – | Neuseeland 262 (95.5) & 236 (87.3) |
|                               |        | Indien gewinnt mit 197 Runs      |   |                                    |

### Zweiter Test in Kolkata
| 30. September – 3. Oktober Scorecard | Kolkata | Indien 316 (104.5) & 263 (76.5) | – | Neuseeland 204 (53) & 197 (81.1) |
|                                      |         | Indien gewinnt mit 178 Runs     |   |                                  |

### Dritter Test in Indore
| 8. – 11. Oktober Scorecard | Indore | Indien 557-5d (169) & 216-3 (49) | – | Neuseeland 299 (90.2) & 153 (44.5) |
|                            |        | Indien gewinnt mit 321 Runs      |   |                                    |

Der Inder Ravindra Jadeja wurde mit einer Geldstrafe belegt, weil er den Pitch unnötigerweise beschädigt hatte.

## One-Day Internationals

### Erstes ODI in Dharamsala
| 16. Oktober Scorecard | Dharamsala | Neuseeland 190 (43.5)        | – | Indien 194-4 (33.1) |
|                       |            | Indien gewinnt mit 6 Wickets |   |                     |

### Zweites ODI in Delhi
| 20. Oktober Scorecard | Delhi | Neuseeland 242-9 (50)         | – | Indien 236 (49.3) |
|                       |       | Neuseeland gewinnt mit 6 Runs |   |                   |

### Drittes ODI in Mohali
| 23. Oktober Scorecard | Mohali | Neuseeland 285 (49.4)        | – | Indien 289-3 (48.2) |
|                       |        | Indien gewinnt mit 7 Wickets |   |                     |

### Viertes ODI in Ranchi
| 26. Oktober Scorecard | Ranchi | Neuseeland 260-7 (50)          | – | Indien 241 (48.4) |
|                       |        | Neuseeland gewinnt mit 19 Runs |   |                   |

### Fünftes ODI in Visakhapatnam
| 29. Oktober Scorecard | Visakhapatnam | Indien 269-6 (50)           | – | Neuseeland 79 (23.1) |
|                       |               | Indien gewinnt mit 190 Runs |   |                      |